# Kamala und Amala
Kamala (* vermutlich 1912/1913; † 14. November 1929) und Amala (* 1919; † 21. September 1921) waren zwei so genannte Wolfskinder, die am 9. Oktober 1920 im westbengalischen Distrikt Godamuri in Indien vom Missionar, Priester und Rektor des dortigen Waisenhauses Joseph Amrito Lal Singh gefunden wurden. Singh dokumentierte seine Beobachtungen an den Kindern in einem Tagebuch.
Sämtliche Angaben über die beiden Kinder stammen ausschließlich von Singh, weitere Zeugen wurden nicht bekannt, weshalb die Authentizität der Geschichte verschiedentlich angezweifelt wurde. Nach seinen Tagebucheinträgen wurden sie in der Höhle einer aggressiven Wölfin gefunden, die sie und zwei Wolfsjunge mit ihrem Leben verteidigte. Kamala war damals sieben oder acht Jahre alt, Amala etwa 18 Monate. Die beiden Mädchen wurden gewaltsam aus einem Wolfsrudel gerissen und kamen in das Waisenhaus von Midnapore. Vermutlich waren Amala und Kamala Geschwister. In menschlicher Obhut zeigten die beiden Mädchen die für Wolfskinder typischen Verhaltensweisen. Sie ließen sich zum Beispiel nicht anziehen, kratzten und bissen Menschen, die sich ihnen zu nähern versuchten, lehnten gekochte Nahrung ab und gingen auf allen vieren. Ihre Wahrnehmung soll durch die Sinneswelt der Wölfe so stark geprägt gewesen sein, dass sie für Menschen unmögliche Sinnesleistungen vollbringen konnten: So seien sie imstande gewesen, Fleisch aus einer Entfernung von über 60 Metern zu riechen und für zivilisierte Menschen nicht wahrnehmbare Geräusche zu hören.
Amala starb 1921, ein Jahr nach der Entdeckung eines Nierenleidens. Beim Tod von Amala zeigte Kamala Anzeichen von Trauer. Ab diesem Zeitpunkt wurde Kamala auch zugänglicher. Sie lernte einige Wörter zu sprechen und – mühevoll – aufrecht zu gehen. Sie starb 1929 an Urämie.

## Kritik
Der französische Chirurg Serge Aroles recherchierte den Fall und warf Singh Betrug vor. So sei das Tagebuch erst im Jahr 1935 verfasst worden, 6 Jahre nach Kamalas Tod. Die Fotografien, welche die beiden Mädchen unter anderem auf allen vieren und beim Verzehr rohen Fleisches zeigen sollen, seien erst 1937 aufgenommen worden. Die von Singh berichteten körperlichen Anomalien (unter anderem sehr scharfe und lange Zähne, Nachtsicht) seien von Dritten nicht bestätigt worden.